# Lijst van wielrenners - E
Dit is een lijst van wielrenners met als beginletter van hun achternaam een E.

## Ea
- Martin Earley

## Eb
- Benoît Ebrard

## Ec
- Federico Echave

## Ed
- Christophe Edaleine
- Alex Edmondson
- Ángel Edo
- Marte Berg Edseth

## Ee
- Niko Eeckhout
- Nils Eekhoff
- Pascal Eenkhoorn

## Eg
- Oscar Egg
- Paul Egli

## Ek
- Nathalie Eklund

## Ei
- Markus Eibegger
- Markus Eichler
- Elisabeth Eichholz
- Yannick Eijssen
- Bernhard Eisel
- Tijmen Eising

## El
- Julien El Fares
- Marije Titia Elferink-Gemser
- Michiel Elijzen
- Thorvald Ellegaard
- Alberto Elli
- Seamus Elliott (Shay)
- Martin Elmiger
- Javier Elorriaga
- Theo Eltink
- José Miguel Elías

## Em
- Jos van Emden
- Clara Emond
- Nico Emonds
- Fem van Empel

## En
- Émile Engel
- Adne van Engelen
- Addy Engels
- Jan Engels
- Mike Engleman
- Jimmy Engoulvent
- Giuseppe Enrici
- Janneke Ensing
- Dick Enthoven
- Ute Enzenauer

## Er
- Noemi Lucrezia Eremita
- Jelena Erić
- Thomas Bruun Eriksen
- Cees Erkelens
- Marcel Ernzer
- Imanol Erviti

## Es
- Fernando Escartín
- Jacques Esclassan
- Sergio Escobar Roure
- Patrice Esnault
- Fausto Esparza
- Cees van Espen
- Sharon van Essen
- Nico van Est
- Piet van Est
- Wim van Est
- Juan Javier Estrada

## Et
- David Etxebarria
- Unai Etxebarria

## Eu
- Freddy Eugen
- Lucas Euser

## Ev
- Cadel Evans
- Cameron Evans
- Kevin Evans
- Patrick Evenepoel
- Remco Evenepoel
- Rik Evens
- Pierre Everaert

## Ew
- Caleb Ewan
- Veronica Ewers

## Ey
- Patrick Eyk

A · B · C · D · E · F · G · H · I · J · K · L · M · N · O · P · Q · R · S · T · U · V · W · X · Y · Z